# Drugslab
Drugslab (dt. etwa Drogenlabor) ist eine niederländische Webvideo-Reihe, die wöchentlich auf YouTube veröffentlicht wird. In den Episoden wird eine Droge konsumiert und die Wirkung in verschiedener Hinsicht dargestellt. Die Sendung richtet sich an Jugendliche und will im Sinne von Safer Use durch Aufklärung auf einen sichereren Drogenkonsum hinwirken und Risiken minimieren. Die Sendung basiert auf einer Idee von Jelle Klumpenaar.

## Prinzip
Darsteller und Moderator von Drugslab waren bis Juli 2018 Bastiaan Rosman, Nellie Benner und Rens Polman. Letzterer wird seitdem von Dzifa Kusenuh ersetzt. Jede Woche führen jeweils zwei von ihnen durch die Show; einer als Konsument und einer als Tripsitter. Während des Rausches werden die Wirkungen der Substanz untersucht. So spielen die Hosts etwa Geschicklichkeitsspiele, um den Einfluss der Drogen auf die kognitiven und motorischen Fähigkeiten aufzuzeigen. Ebenfalls werden Puls und Körpertemperatur vor und nach Konsum gemessen. Zudem wird auf substanzspezifische Gefahren hingewiesen und aufgefordert, eigene Drogen vor dem Konsum einem Drogentest zu unterziehen.
Am Ende jedes Tests folgt ein separates Video, in welchem Do's und Dont's zusammengefasst werden.
Die Zuschauer können den Hosts mit der Kommentarfunktion von YouTube Substanzen vorschlagen. Die Palette der bereits konsumierten Drogen ist breit gefächert: Das Drugslab widmete sich unter anderem Kokain, LSD, Alprazolam, Ecstasy und opioidhaltigen Substanzen wie dem Purple drank und Oxycodon. Auch legale Drogen wie Alkohol und Koffein werden getestet. Die Hosts erklärten aber, keine „Suchtgifte“ wie Heroin oder Methamphetamin konsumieren zu wollen.

## Produktion
Drugslab ist ein Angebot des niederländischen öffentlich-rechtlichen Rundfunkverbandes BNNVARA und wird von der Redaktion der Fernsehsendung Spuiten en Slikken herausgegeben. Die Videos werden stets mit englischen Untertiteln hochgeladen und unter der Creative-Commons-Lizenz veröffentlicht.

## Kritik
Der Youtube-Kanal PsychedSubstance veröffentlichte 2017 ein Video, in welchem Drugslab mangelnde Sorgfalt bei der Recherche und die fehlende Bereitschaft zum offenen Umgang mit zum Teil gefährlichen Falschinformationen vorgeworfen wird. Einige Stimmen werfen der Sendung vor, Jugendliche zum Konsum von Drogen zu verleiten. So schreibt Ann-Kathrin Jeske in der Welt, der „Bildungsanspruch“ von Drugslab sei „nicht falsch“. „Wer sich die Show anguckt“, bekomme „allerdings eher Lust, selbst eine Pille einzuschmeißen“. Der Videoplattform YouTube selbst wurde mehrfach zur Last gelegt, besagte Inhalte zu dulden. Das Unternehmen antwortete in einer Erklärung, Drugslab habe einen klaren „erzieherischen Wert“.